# Indigofera jamaicensis
Indigofera jamaicensis är en ärtväxtart som beskrevs av Spreng.. Indigofera jamaicensis ingår i släktet indigosläktet, och familjen ärtväxter. Inga underarter finns listade i Catalogue of Life.